# شترافباتاليون
Strafbataillon ((بالإنجليزية: penal battalion)‏ هو المصطلح العام لوحدات العقوبات التي تم إنشاؤها من السجناء خلال الحرب العالمية الثانية في جميع فروع فيرماخت. كان الجنود والمجرمون المدنيون الذين حُكم عليهم بهذه الوحدات مسلحين بشكل ضعيف بشكل عام وطُلب منهم القيام بمهام خطيرة تسببت في خسائر كبيرة. تم تشغيل Strafbataillons وإدارتها من قبل فيلدجندري، الشرطة العسكرية الألمانية.
بحلول عام 1943، تحول مسار الحرب العالمية الثانية ضد ألمانيا النازية. بسبب الخسائر العسكرية والحاجة إلى الحفاظ على الانضباط على سبيل المثال، أمرت القيادة العليا الألمانية بتشكيل المزيد من وحدات العقوبة من بين آلاف الأسرى العسكريين الفيرماخت المحتجزين في سجونها العسكرية. هذه Strafbataillon، التي كانت تحت سيطرة فيلدجندري، استخدمت بعد ذلك للقيام بعمليات خطيرة (في بعض الأحيان تشبه المهام الانتحارية) لهير مثل تطهير حقول الألغام، والتسلل إلى الأهداف الصعبة والدفاع عن المواقع ضد القوات المهاجمة الساحقة.
يُعتبر السجناء الذين نجوا من مهمتهم «لائقين للقتال» ويعادون إلى الميدان «بحقوق» جندي مقاتل. على الرغم من استخدام Strafbataillon بشكل أساسي على الجبهة الشرقية، فقد تم إرسال بعضهم إلى آردين على الجبهة الغربية خلال الهجوم الألماني الكبير الأخير في ديسمبر 1944.

## السنوات الأخيرة
في السنوات الأخيرة من الحرب، تم دعم النظام في جميع فروع الفيرماخت من قبل الشرطة العسكرية المشكلة خصيصًا، فيلدياغيركوربس. تم تشكيل وحدات الشرطة العسكرية هذه، التي كانت لها أقدمية على جميع قوات الدرك الأخرى، من ضباط وضباط الصف. يتمتعون بالسلطة المباشرة من القيادة العليا للفيرماخت، وكان لديهم القدرة على الحفاظ على السيطرة والانضباط في جميع القوات المسلحة الألمانية بما في ذلك قوات الأمن الخاصة. كان لدى فيلدياغيركوربس السلطة في الميدان لإعدام الضباط أو المجندين دون محاكمة لأي انتهاك أو تأديب أو واجب عسكري. وبحلول سبتمبر 1944، جميع الجنود والمجندين الذين حصلوا على حكم مؤجل التنفيذ في محكمة عسكرية تم إرسالها مباشرة إلى Strafbatallions. زادت الأرقام بسرعة مع اقتراب الحرب من نهايتها في مايو 1945.